# Ferme de l'abbaye Notre-Dame de Corneux
Pour les articles homonymes, voir Ferme de l'abbaye.
La ferme de l'abbaye Notre-Dame de Corneux est une ferme située à Saint-Broing, en France.

## Localisation
La ferme est située sur la commune de Saint-Broing, dans le département français de la Haute-Saône.

## Historique
L'édifice est inscrit au titre des monuments historiques en 2003.